# Симбурешть (комуна)
Симбурешть, Симбурешті (рум. Sâmburești) — комуна у повіті Олт в Румунії. До складу комуни входять такі села (дані про населення за 2002 рік):
- Іонічешть (210 осіб)
- Леунеле (188 осіб)
- Менулешть (279 осіб)
- Симбурешть (201 особа)
- Стенуляса (338 осіб)
- Тонешть (123 особи)
- Чербень (132 особи)

Комуна розташована на відстані 140 км на захід від Бухареста, 41 км на північ від Слатіни, 70 км на північний схід від Крайови, 133 км на південний захід від Брашова.

## Населення
За даними перепису населення 2002 року у комуні проживала 1471 особа. Усі жителі комуни рідною мовою назвали румунську.
Національний склад населення комуни:
| Національність | Кількість осіб | Відсоток |
| -------------- | -------------- | -------- |
| румуни         | 1412           | 96,0%    |
| цигани         | 59             | 4,0%     |

Склад населення комуни за віросповіданням:
| Релігія       | Кількість осіб | Відсоток |
| ------------- | -------------- | -------- |
| православні   | 1470           | 99,9%    |
| п'ятдесятники | 1              | 0,1%     |